# 아이오이촌 (에히메현)
아이오이촌(相生村)은 에히메현 기타군에 설치된 촌이다. 